# Tamara Aladin
Tamara Aladin (Hamina, 14 augustus 1932 - aldaar, 9 maart 2019) was een Fins ontwerper en glaskunstenares. Ze werd hoofdzakelijk bekend door haar ontwerpen voor de Finse glasproducent Riihimäki (Fins: Riihimäen Lasi Oy) uit de Finse stad Riihimäki.

## Levensloop
Aladin werd geboren op 14 augustus 1932 in het landhuis Poitsila in Hamina. Ze was de dochter van bedrijfsadviseur Konstantin Aladin en Stella von Wershenski. Aladin studeerde in 1954 af aan het Instituut voor Toegepaste Kunsten in Helsinki. Na haar afstuderen werkte ze als stewardess voor de Finse luchtvaartmaatschappij Finnair.

Tussen 1959 en 1976 werkte ze voor glasproducent Riihimäki. Aladin ontwierp zowel glas voor huishoudelijk gebruik als kunstobjecten. Meer dan de helft van het glas dat geproduceerd werd door Riihimäki was van de hand van Aladin. De bekendste ontwerpen waren de vazen van de Kehrä serie die geproduceerd werden tussen 1968 en 1976 en de Koralli-serie die geproduceerd werd in de jaren zeventig. Aladin ontwierp meer dan 150 verschillende voorwerpen voor het bedrijf onder haar eigen naam. In werkelijkheid ligt het aantal ontwerpen hoger omdat een deel ervan anoniem door Aladin werd gemaakt. Naast Riihimäki-glas ontwierp Aladin ook glazen flessen voor drankproducent Marli. In 1976 stopte Riihimäki met het produceren van geblazen glas, wat het einde van de carrière van Aladin betekende.

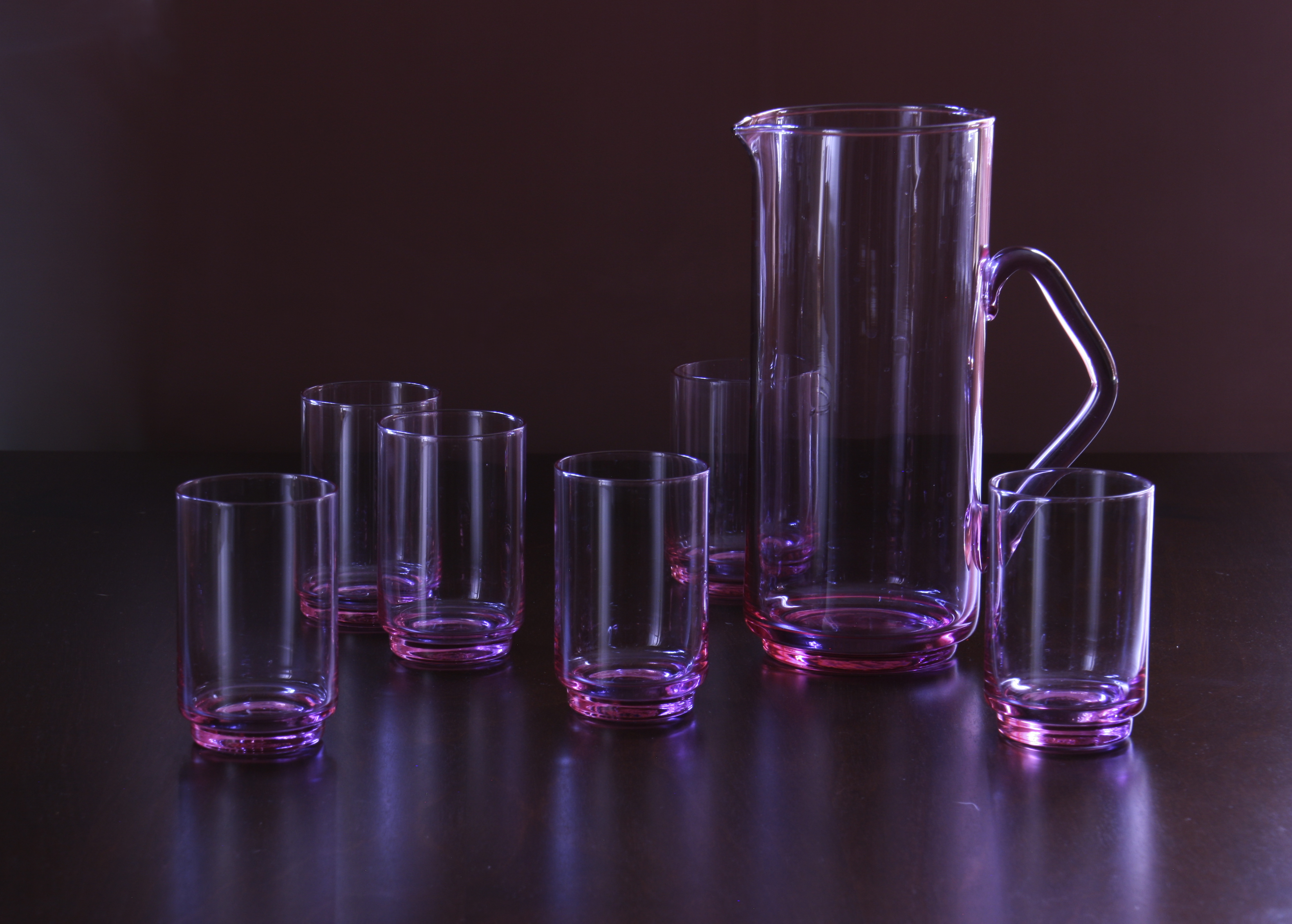
Glazenset met karaf
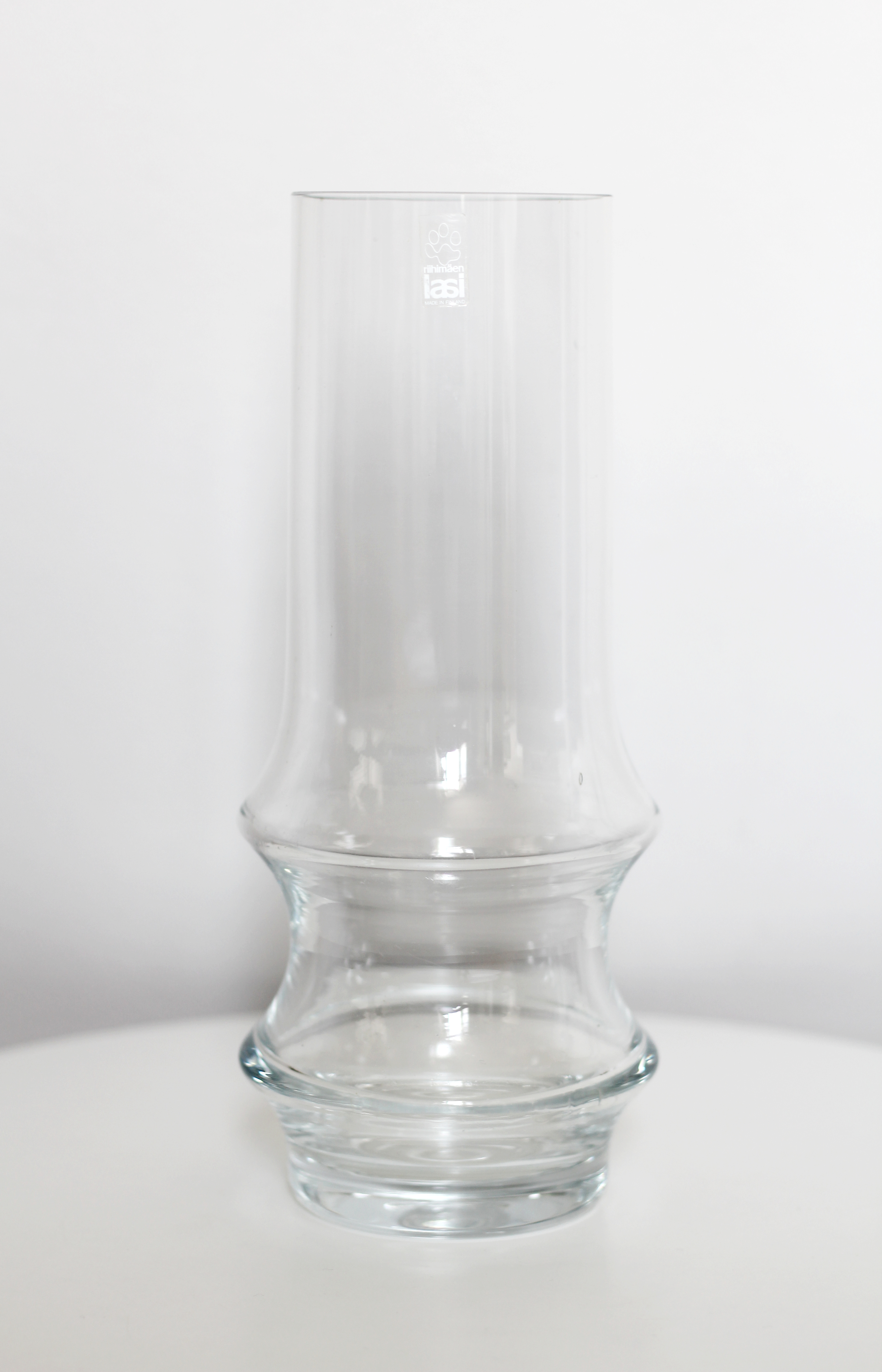
Vaas